# 텔 노 원
《텔 노 원》(프랑스어: Ne le dis à personne, 영어: Tell No One)은 프랑스에서 제작된 기욤 카네 감독의 2006년 스릴러, 드라마, 범죄 영화이다. 프랑수아 클뤼제 등이 주연으로 출연하였고 알랭 아탈 등이 제작에 참여하였다.

## 출연

### 주연
- 프랑수아 클뤼제
- 앙드레 뒤솔리에
- 마리조제 크로즈

### 조연
- 크리스틴 스콧 토머스
- 프랑수아 베를레앙
- 나탈리 바유
- 장 로슈포르
- 마리나 앙스
- 질 를루슈
- 필리프 르페브르
- 플로랑스 토마생
- 올리비에 마르샬
- 기욤 까네
- 브리지트 카티용
- 사미르 게스미
- 미카 엘라 피셔
- 장-피에르 로릿
- 자릴 라스페르
- 에릭 사빈
- 에릭 나가르
- 로랑 라피트
- 도로시 브리에르
- 장 노엘 브루테
- 조엘 듀푸치
- 띠에리 누빅
- 프랑소와 브레돈
- 안네 마리빈
- 맥심 누치
- 알렉산드라 메르쿠로프
- 크리스찬 카리온
- 카림 아드다
- 크리스토프 로씨뇽
- 프랑수아 베르탱
- 앙드레 다망
- 제레미 코빌롤트
- 아르나우드 헨리에트
- 앨버트 골드버그
- 알랑 아탈

## 기타
- 미술: 필립 치프레
- 의상: 캐린 사파티
- 배역: 브리짓 므와동